# 平鎮產業園區
24°58′44.38″N 121°14′22.29″E / 24.9789944°N 121.2395250°E
平鎮工業區，中華民國政府於1968年開發第一期，開發土地面積為73公頃；因工業迅速發展，工業用地不足，政府於民國1978年年6月再開發第二期，開發土地面積為22公頃，淨水廠為9公頃，共計開發土地總面積為101公頃。

## 組織架構
平鎮工業區服務中心於1973年9月1日成立，設主任一人、組長一人、會計員一人、組員三人、技術員一人、技工一人、工友二人、清潔工一人。

## 地理交通
平鎮工業區位於桃園市西南的平鎮區境內、距中壢區6公里、距台北市約30公里，距中山高速公路、北二高速公路約6公里，對外交通以中豐路及台66線快速公路為主。

## 設廠概況
工業區土地呈南北長方形，總面積為104公頃，其中設廠用地為89公頃，公共設施為15公頃。目前設廠121家，以電子（工）業、金屬製品業、運輸工具修配製造業及紡織（成衣）業，亦有食品製造業、藥品製造業等。

### 設廠公司
參見中華民國經濟部工業局平鎮工業區服務中心 （页面存档备份，存于）

## 外部連結
- 平鎮工業區服務中心 （页面存档备份，存于）